# Élévation latérale
L'élévation latérale est un exercice de musculation qui développe et élargit les épaules, surtout les faisceaux moyens des deltoïdes, et dans un moindre degré les autres muscles des épaules. 

## Exécution du mouvement
L'élévation latérale se fait en général avec des haltères (ou des charges de fortune), mais il serait possible de reproduire le même mouvement avec des câbles. Le pratiquant commence l'exercice les bras le long du corps, tenant dans chaque main un haltère. Il lève ses bras, raides ou légèrement fléchis, traçant un quart de cercle de chaque côté jusqu'à ce qu'ils soient horizontaux, puis les redescend doucement à la position de départ, retraçant ce mouvement à l'envers. 

## Muscles sollicités
Les autres faisceaux des deltoïdes entrent en jeu si l'axe de l'arc est décalé un peu vers l'avant ou l'arrière, ainsi que les trapèzes si les bras sont levés au-dessus de l'horizontal.
Des charges trop lourdes risquent de fausser le mouvement, peuvent agacer le sus-épineux et ne sont pas même nécessaires, étant donné que les épaules n'ont pas besoin de grosses charges pour se développer.